# Vườn quốc gia Kaziranga
Vườn quốc gia Kaziranga (tiếng Assam: [kaziɹɔŋa ɹast(ɹ)iɔ uɪddan]) là một vườn quốc gia nằm ở các huyện Golaghat, Karbi Anglong và Nagaon của bang Assam, Ấn Độ. Vườn quốc gia được công nhận là một di sản thế giới, nơi đây là khu vực cư trú của hai phần ba số lượng loài tê giác một sừng trên thế giới với 2413 cá thể được xác định vào năm 2018. Kaziranga tự hào là khu bảo tồn có mật độ hổ lớn nhất trên thế giới và được công nhận là khu bảo tồn hổ trong năm 2006 (hiện nay mật độ hổ cao nhất là ở vườn quốc gia Orang). Ngoài ra, nơi đây còn có số lượng lớn các loài voi, trâu rừng và hươu đầm lầy. Kaziranga cũng được công nhận là một vùng chim quan trọng bởi Birdlife International cho bảo tồn các loài chim khu vực.
So với các khu bảo tồn khác ở Ấn Độ, Kaziranga đã đạt được thành công đáng kể trong việc bảo tồn các loài động vật hoang dã. Nằm trên cạnh của Đông Himalaya khiến nơi đây trở thành điểm nóng về đa dạng sinh học, kết hợp đa dạng loài cao. Kaziranga có diện tích lớn cỏ voi, vùng đầm lầy và dày đặc khu rừng nhiệt đới ẩm lá rộng, chằng chịt bởi bốn con sông lớn, trong đó có sông Brahmaputra và rất nhiều các con lạch nhỏ. Kaziranga đã trở thành chủ đề của nhiều cuốn sách, bài hát và phim tài liệu. Vườn quốc gia kỷ niệm 100 năm vào năm 2005 sau khi nó thành lập vào năm 1905 như một khu rừng dự trữ.

## Lịch sử
Lịch sử của Kaziranga bắt đầu như một khu bảo tồn có thể bắt nguồn từ năm 1904 khi Mary Curzon, Nữ Nam tước Curzon của Kedleston, phu nhân của Phó vương Ấn Độ George Curzon, Hầu tước Curzon thứ nhất của Kedleston đã đến thăm khu vực này. Sau khi không được thấy một con tê giác nào, mà khu vực này nổi tiếng nên bà đã thuyết phục chồng mình thực hiện các biện pháp khẩn cấp để bảo vệ các loài đang bị suy giảm.